# Heinrich Zimmer
Pour les articles homonymes, voir Heinrich Zimmer (celtologue).
Heinrich Robert Zimmer, né le 6 décembre 1890 à Greifswald en province de Poméranie et mort le 20 mars 1943 à Nouvelle-Rochelle dans l'État de New York, est un indianiste et historien de l'art de l'Asie du Sud allemand.

## Biographie
Fils du celtologue Heinrich Zimmer, Heinrich est né à Greifswald, en province de Poméranie. Il commence sa carrière par l'étude du sanskrit et de la linguistique à l'université Humboldt de Berlin où il obtient son diplôme en 1913. Entre 1920 et 1924 il donne des conférences à l'université de Greifswald, puis s'installe à l'université de Heidelberg pour occuper la chaire de philologie indienne.
En 1938, des pressions des nazis l'amènent à démissionner. Il émigre en Angleterre où il donne des séminaires, de 1939 à 1940, au Balliol College, à Oxford. En 1940 il s'installe à New York où il accepte le statut de Visiting Lecturer (maître de conférences invité) en philosophie à l'université Columbia. Il a alors pour étudiant Joseph Campbell. Il y décède, en 1943, d'une pneumonie.
La méthode de Zimmer consiste à examiner les images religieuses en utilisant des interprétations sacrées comme clé de leurs transformations psychiques. Son utilisation de la philosophie indienne et de l'histoire des religions pour en interpréter les productions artistiques est en contradiction avec les enseignements de son époque. Sa vaste connaissance de la philosophie indienne et des croyances puraniques ou tantriques lui permirent d'être connu dans le monde entier. Joseph Campbell a édité plusieurs travaux de Zimmer après sa mort. Le psychiatre Carl Gustav Jung a développé une correspondance amicale avec Zimmer, après avoir fait sa connaissance, par l'intermédiaire du sinologue Richard Wilhelm en 1932, et a écrit avec lui un volume intitulé Der Weg zum Selbst (La Voie vers le Soi). Zimmer est aussi reconnu pour avoir popularisé l'art d'Asie du Sud en Occident.
Il épouse en 1929 Christiane, fille de l'écrivain Hugo von Hofmannsthal.

## Publications
- Kunstform und Yoga im Indischen Kultbild, 1926 (traduit en anglais : Artistic Form and Yoga in the Sacred Images of India par Gerald Chapple, James B. Lawson et J. Michael McKnight, 1984).
- Maya : Der Indische Mythos, 1936. En français: Maya ou le rêve cosmique dans la mythologie hindoue, Fayard, 1987.
- Myths and Symbols in Indian Art and Civilization, édité par Joseph Campbell, 1946. En français: Mythes et symboles dans l'art et la civilisation de l'Inde, Payot, 1951.
- Hindu Medicine., édité par Ludwig Edelstein, 1948.
- The King and the Corpse: Tales of the Soul's Conquest of Evil, édité par Joseph Campbell, 1948. En français: Le roi et le cadavre, Fayard, 1972.
- Philosophies of India, édité par Joseph Campbell, 1953. En français: Les Philosophies de l'Inde, Payot, 1953 (rééditions 1971 et 1997).
- The Art of Indian Asia, its Mythology and Transformations, complété et édité par Joseph Campbell, 1955.
- Heinrich Zimmer : Coming Into His Own, édité par Margaret H Case, 1994.